# Juan Julio Arrascaeta
Juan Julio Arrascaeta (Montevideo, 18 de julio de 1899-Montevideo, 12 de enero de 1988) fue un poeta afrouruguayo.

## Biografía
En su juventud se radicó en Buenos Aires, donde publicó varios de sus primeros textos, como su primer poema Noche de reyes en la revista de la colectividad negra Luz y sombra de Eusebio Cardozo. Su texto en prosa Pimpollo rojo fue comentado por el conocido poeta y escritor argentino, Arturo Capdevila. De regreso en Montevideo, estudió dibujo con Pedro Figari, pero se alejó de la Escuela Industrial dirigida por este, al discrepar con su enfoque artístico. El 12 de febrero de 1947 se publica en el diario La Razón de Montevideo una página firmada por el periodista Raúl A. Durante, bajo el seudónimo «El Pardo Flores» que relató anécdotas futbolísticas relacionadas con Arrascaeta y sus hermanos al tiempo que analizó poemas con la raza como centro que el poeta le iba acercando, como La Cumparsa, La escobita, La muñeca, entre otros.
Varios de sus textos, como Testamento negro, Samba... bó y El Tambó aparecieron posteriormente en revistas y antologías, como Antología de la poesía negra americana de Ildefonso Pereda Valdés (Montevideo, 1953) y en la de Jahn Skharzer Orpheus (Alemania, 1955). Otras publicaciones donde fueron recogidos sus poemas fueron Bahia-Hulan-Yack y La Revista Municipal y la revista del Círculo de Intelectuales, Artistas, Periodistas y Escritores Negros (CIAPEN).
En la década de 1970, luego de una larga enfermedad, se desempeñó escribiendo y trabajando para la Facultad de Humanidades aportando sus poemas e investigando sobre sus antepasados africanos.
Algunos de sus textos llegaron a ser musicalizados y grabados, con cierto éxito, como Samba....bo y Testamento Negro por el Grupo Vocal Universo.